# Professionsbachelor i ernæring og sundhed
Uddannelsen til professionsbachelor i ernæring og sundhed blev oprettet i 2002 og erstatter de tre tidligere sundhedsuddannelser til ernærings- og husholdningsøkonom, klinisk diætist og økonoma (sundhedsuddannet person, der er ansat i et køkken på et sygehus, plejehjem eller i en institution). 
Offentligt ansatte professionsbachelorer i ernæring og sundhed beskæftiger sig med vejledning af borgere og social- og sundhedsansatte inden for områderne kost, rengøring og hygiejne. Nogle arbejder i køkkener på hospitaler, plejehjem og i institutioner som køkkenledere eller cateringledere. Andre underviser som f.eks. husholdningslærere på husholdningsskoler, tekniske skoler og social- og sundhedsskoler. Visse professionsbachelorer er ansat i levnedsmiddelindustrien og som private ernæringskonsulenter.
Uddannelsen i ernæring og sundhed er en mellemlang videregående uddannelse (MVU), der varer 3 ½ år og fører frem til betegnelsen professionsbachelor i ernæring og sundhed.
Man har som færdiguddannet mulighed for at videreuddanne sig (eventuelt efter supplering) i fx sundhedsfaglig kandidatuddannelse eller læring og forandringsprocesser.
Professionsbachelorerne i ernæring og sundhed er organiseret i FaKD - Foreningen af Kliniske Diætister.
Professionsbachelorer i ernæring og sundhed, der har autorisation som klinisk diætist, er endvidere underlagt Sundhedsvæsenets Patientklagenævn.

## Uddannelsessteder
- Professionshøjskolen Absalon i Slagelse.
- University College Syd i Haderslev.
- Københavns Professionshøjskole
- VIA University College i Århus